# Nantucket

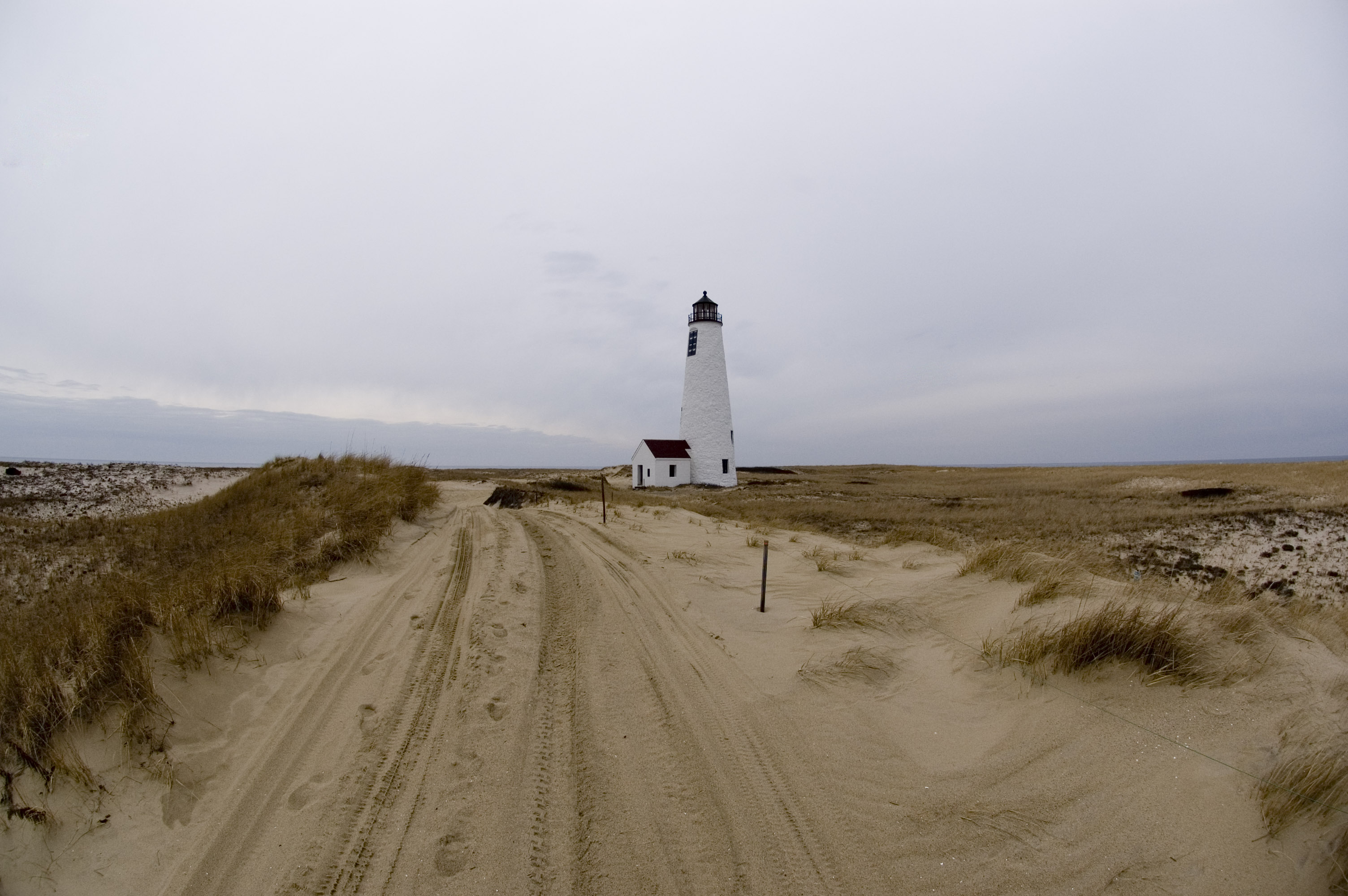
Faro en Great point, Nantucket

Nantucket es una isla ubicada a unos 50 km al sur de Cape Cod, Massachusetts, en los Estados Unidos. Junto con las islas de Tuckernuck y Muskeget, forman el condado de Nantucket. La región de Siasconset, comúnmente llamada "Sconset", es el poblado más austral de Massachusetts.
Es un destino turístico y una colonia de veraneo. La población de la isla llega hasta unos 50.000 habitantes durante los meses de verano, a causa de la gran cantidad de veraneantes. Según la revista Forbes, en el 2006, las propiedades de Nantucket poseían el mayor promedio en su valoración comparado con el resto de los poblados de Massachusetts.[cita requerida]

## Escenario de películas
El SS Andrea Doria, la joya italiana, se hundió en sus costas tras colisionar con el MS Stockholm el 25 de julio de 1956 terminándose de hundir el 26 de julio avanzado el mediodía.
El puerto de Nantucket es referencia general en la novela Moby-Dick, de Herman Melville. Y también en la novela La narración de Arthur Gordon Pym de Edgar Allan Poe.
En la película Malditos Bastardos, el coronel de las SS Hans Landa, en su trato con el Alto Mando Aliado para facilitar el éxito de Operación Kino y acabar con Hitler y el resto de la cúpula nazi, solicita entre otras exigencias una propiedad en la isla Nantucket.
También es mencionado en la historia ficticia que Bartom (Hugh Jackman, en la película The Grand Showman) le cuenta a sus hijas al entregarle un regalo.
La película Verano del 42 de 1971 transcurre en Nantucket.
Nantucket es mencionado en el episodio 15 de la décima temporada de Los Simpsons llamado Sátira de un ama de casa fastidiada como lugar principal de la novela que escribe Marge.
El ballenero Essex de Nantucket, comandado por George Pollard, fue conocido por los actos de canibalismo durante su naufragio.
Nantucket es el escenario principal donde se desarrolla la sitcom Wings de 1990.
El pueblo es la base de la industria ballenera de la película En el corazón del mar.
Nantucket es mencionada en la película La familia de mi novia por Kevin (Owen Wilson) al narrar a sus invitados que su casa está construida con madera de la cabaña de un marinero de Nantucket.
La serie La pareja perfecta, protagonizada por la actriz Nicole Kidman se desarrolla en la isla de Nantucket.